# Tulostoma macrocephalum
Tulostoma macrocephalum är en svampart som beskrevs av Long 1944. Tulostoma macrocephalum ingår i släktet Tulostoma och familjen Agaricaceae.   Inga underarter finns listade i Catalogue of Life.